# 張勇 (演員)
張勇（韓語：장용，1945年4月8日—），韓國男演員。

## 演出作品

### 電視劇
- 1986年：KBS《告別愛情》
- 1989年：KBS《一半失敗》
- 1996年：KBS《澡堂老闆家的男人》飾演 金豐秀
- 1997年：MBC《我生存的理由》
- 2000年：MBC《真實》
- 2000年：KBS《愛情的代價》飾演 金秉圭
- 2001年：KBS《這是愛》飾演 車正南
- 2002年：MBC《賢貞我愛你》
- 2003年：KBS《黃手帕》飾演 娜英滿
- 2003年：MBC《屋塔房小貓》飾演 靜恩的爸爸
- 2004年：KBS《愛情的條件》飾演 羅萬德
- 2004年：KBS《浪漫滿屋》飾演 英宰的父親
- 2004年：KBS《Oh!必勝奉順英》飾演 尹秘書
- 2005年：SBS《春日》飾演 恩皓、殷恩燮父親
- 2005年：MBC《加油！金順》飾演 張博士
- 2005年：KBS《再見！悲傷》飾演 張泰福/舒英爸
- 2005年：KBS《玫瑰色人生》飾演 老孟
- 2006年：MBC《真的真的喜歡你》飾演 南大植
- 2006年：MBC《奇蹟》
- 2007年：SBS《戀人啊》飾演 愛永父
- 2007年：KBS《幸福的女人》飾演 李宗民
- 2007年：MBC《空港城市》飾演 李載茂
- 2007年：MBC《冬候鳥》飾演 鄭會長
- 2008年：KBS《你是我的命運》飾演 金大振
- 2009年：SBS《該隱與亞伯》飾演 李宗民
- 2009年：KBS《回家的路》飾演 劉勇俊
- 2010年：MBC《Pasta》飾演 徐宗具
- 2010年：SBS《三姊妹》飾演 金元泰
- 2010年：KBS《嫁給我吧》飾演 南基男
- 2011年：SBS《天堂牧場》飾演 韓錫相
- 2011年：MBC《一閃一閃亮晶晶》飾演 韓志雄
- 2011年：MBC《Miss Ripley》飾演 宋仁修
- 2011年：KBS《波塞冬》(客串)
- 2011年：JTBC《仁粹大妃》飾演 韓確
- 2012年：KBS《順藤而上的你》飾演 方長壽
- 2012年：MBC《黃金時刻》飾演 姜大濟
- 2013年：SBS《我的愛蝴蝶夫人》飾演 金炳浩
- 2013年：KBS《廣告天才李太白》飾演 白會長
- 2013年：KBS《王家一家人》飾演 王峰
- 2013年：MBC《韓國小姐》飾演 吳鍾久
- 2015年：MBC《女王之花》飾演 朴泰秀
- 2016年：KBS《五個孩子》飾演 李申旭
- 2016年：SBS《我們的甲順》飾演 申仲年
- 2017年：tvN《付岩洞復仇者們》飾演 李載國
- 2018年：MBC《牽著手，看夕陽西下》飾演 南鎮泰

### 電影
- 2002年：《拯救老公大作戰》

## 外部連結
- NAVER （页面存档备份，存于）